# Янкович, Бела
Бела Янкович (венг. Jankovich Béla; 29 апреля 1865, Пешт, Австрийская империя — 5 августа 1939, Будапешт, Королевство Венгрия) — венгерский политик, министр религии и народного просвещения в 1913—1917 годах.

## Биография

### Ранняя жизнь
Учился в Терезиануме в Вене, Будапештском университете, Лондонском университетском колледже и Фрайбургском университете имени Альберта Людвига. В 1891—1893 годах путешествовал по всему миру, посетил Соединенные Штаты, Китай и Японию. Вернувшись на родину, занимался фермерством в своих владениях в Теше.

### Политическая карьера
В 1910 году Янкович стал членом Палаты представителей от Партии национального труда. В 1911—1913 годах он занимал должность второго заместителя председателя нижней палаты. В 1912 году он был назначен тайным советником.
До назначения на должность министра Янкович менее двух недель проработал в качестве статс-секретаря министерства религии и народного просвещения. 26 февраля 1913 года Ласло Лукач назначил его министром. Янкович занимал эту должность до отставки кабинета Иштвана Тисы.
С его именем связано множество образовательных реформ, включая период Первой мировой войны и экономического кризиса. Его законы определяли правовой статус государственных, конфессиональных и частных детских садов. Он расширил доступ к бесплатному образованию, создав школьные советы, которые контролировали эффективность обучения, посещаемость школ и обязательность образования. Министерство организовало средние школы, специализирующиеся на науках. Эти школы признали исламскую религию на законодательном уровне. Янкович использовал математические методы в качестве экономиста для анализа экономических процессов. Он был членом-корреспондентом Венгерской академии наук.
Бела Янкович скончался в 1939 году в Будапеште.